# لجن‌ماهی اروپایی
لجن‌ماهی اروپایی (نام علمی: Umbra krameri) نام یک گونه از سرده لجن‌ماهی‌های غربی است.